# HRT 1
HRT 1 (HTV 1, „Prvi program“) je první chorvatský televizní kanál, jejímž provozovatelem je Hrvatska Radiotelevizija. Jedná se o univerzální kanál, jehož rozmanitá programová nabídka zahrnuje dokumentární pořady, historické pořady, vzdělávací pořady, mozaiky, zprávy, sitcomy, filmy, talk-show a herní pořady.

## Programová skladba

### Dětské show
- Alma's Way
- Rosie's Rules

### Zpravodajství
- Dobro jutro, Hrvatska – TV snídaně v 6:00
- Dnevnik – hlavní novinky v 19:00
- Vijesti – novinky, vysíláno v 7:00, 8:00, 9:00, 12:00, 16:30, 22:45

### Zábava
- TV Bingo (národní loteriální show)
- The Voice Hrvatska (pěvecká show)
- Tko želi biti milijunaš? (herní show)
- Potjera (herní show)

### Dokumentární/talk-show
- Nedjeljom u dva – talk-show
- Otvoreno – politická noční talk-show

### Telenovely
- Voli me zauvijek – A que no me dejas

### Sport
- Evropská liga UEFA
- Evropská konferenční liga UEFA

## V minulosti na HRT1
- Kolo sreće – Wheel of Fortune
- Motrišta
- Odjeci dana
- Izazov! – Jeopardy!
- Art Attack – dětská výtvarná show
- Najslabija karika – The Weakest Link
- 1 protiv 100 – 1 vs 100
- Dossier.Hr – zpravodajský/politický magazín
- Latinica – politická pondělní talk-show
- Res Publica – vzdělávací talk-show
- New Talk Show – nová talk-show na podzim
- Lica nacije – politická úterní noční talk-show
- Hrvatski kraljevi – dokumentární pořad o chorvatských králech a vévodech
- Strictly Come Dancing – Ples sa zvijezdama (taneční reality show)
- Just The Two of Us – Zvijezde pjevaju (pěvecká reality show)
- U istom loncu (show o vaření)
- Friday night (variety show)

### Chorvatské mýdlové opery
- Sve će biti dobro (Everything will be fine)
- Dolina sunca (Sun valley)
- Ponos Ratkajevih (The pride of the Ratkaj family)
- Obični ljudi (Common people)
- Ljubav u zaleđu (Love in offside)
- Villa Maria
- Mućke (Only Fools and Horses)
- Stipe u gostima (Stipe in guests)
- Odmori se zaslužio si (Relax, you deserve it)
- Naši i vaši (Ours and Yours)

### Zahraniční seriály
- Pat i Mat – Pat a Mat
- Seinfeld – Seinfeld
- Simpsoni – Simpsonovi
- The Oprah Winfrey Show – talk-show
- The Dr. Oz Show – talk-show
- House M.D. – chorvatsky „Dr House“
- The X-Files – chorvatsky „Dosjei X“
- ER – chorvatsky „Hitna služba“
- The Scent of Rain in the Balkans – chorvatsky „Miris kiše na Balkanu“

## Historie loga
| Roky                     | Popis                                                                     |
| ------------------------ | ------------------------------------------------------------------------- |
| 1956–1970                | Stylizováno bílými kruhy ve čtverci tvořící „RTZ“.                        |
| 1972–June 1990           | Žluté RTZ s malými popisky.                                               |
| červen 1990–leden 1994   | HTV s bílým fontem a stínem.                                              |
| leden 1994–březen 1995   | HRT s bílým fontem a stínem.                                              |
| březen 1995–říjen 1997   | Tučné hlavní logo HRT.                                                    |
| říjen 1997–4. října 2000 | Stylizována červeno-šedá „1“ ve čtverci.                                  |
| 5. říjen 2000–současnost | Současné logo HRT 1. V srpnu 2008 přibyla nová verze s vyšším rozlišením. |